# Сергеев, Юрий Васильевич
Юрий Васильевич Сергеев (2 октября 1948, станица Скуришенская, Кумылженский район, Сталинградская область, РСФСР, СССР — 18 февраля 2021, Москва, Россия) — советский и российский писатель

, заслуженный геолог-буровик. Член Союза писателей СССР, затем член Правления Союза писателей России. Развивал идеи русского неоязычества, в том числе идею «арийского» происхождения славян.

## Биография
Выходец из казачьей среды. Родился в семье колхозного пчеловода и учительницы. Уже в школьные годы начал писать стихи. В 1964—1968 годах учился в Новочеркасске (Ростовская область): окончил Новочеркасский геолого-разведочный техникум, учился в литературной группе НПИ, художественной студии. Служил в Советской армии; именно в армии начал писать прозу. В начале 1970-х годов занимался геологоразведкой в Волгоградской области, работал буровым мастером в Якутии. Был главным инженером крупных геологоразведочных партий, три года добывал золото, будучи начальником старательного участка артели «Прогресс» на Алдане, где собрал богатейший материал для будущих книг.
Свою первую награду — орден «Знак Почёта» получил в возрасте 23 лет — за рекордное увеличение производительности труда на буровых установках приисков Якутии. Следующие награды в геологоразведке чередовались уже с наградами за писательский труд.
В 1977 году в журнале «Полярная звезда» вышел первый рассказ Сергеева «Двое». Первая книга «Королевская охота» принесла ему звание лауреата премии ЦК ВЛКСМ «За лучшую первую книгу столицы». Вторая — «Самородок» — была отмечена премией ВЦСПС и ЦК ВЛКСМ как «лучшая книга о рабочем классе».
К приёму в Союз писателей СССР был рекомендован Совещанием молодых писателей, проходившим в 1979 году в Москве, после обсуждения рукописи повести «Королевская охота». Это был беспрецедентный случай в истории Союза писателей, так как по существовавшим правилам вступление в Союз было возможно лишь после издания не менее двух книг. В 1987 году окончил Высшие литературные курсы.
В начале 1990-х годов был активистом Русского национального собора. С 1994 года был членом Правления Союза писателей России, получил звание «Заслуженный работник культуры Республики Якутия-Саха» (1995). Избирался депутатом райсовета в Якутии. Участвовал в мероприятиях, посвящённых русской и казачьей, традиционной культуре, искусству, творчеству, сам был организатором многих из них. В последние годы активно занимался воспитанием молодежи, был основателем спортивного лагеря на Хопре «Золотой щит — Казачий Спас».
С 1990-х годов был членом Думы Русского национального собора.
Скончался в московской больнице на 73-м году жизни после продолжительной болезни.
С 1998 года Кумылженская районная библиотека носит имя Юрия Сергеева.

## Творчество и взгляды
Автор развивал идеи русского неоязычества, в том числе о происхождении русских от «древних ариев» («арийцев»). Многие идеи Сергеева близки к идеям другого неоязыческого писателя Сергея Алексеева.
В романе «Становой хребет» (1987) Сергеев отождествляет православных староверов с язычниками и в соответствии с неоязыческими идеями объявляет христианство «рабской религией», погубившей «истинные верования вольнолюбивых россов». Он считал, что в глубинах России, в Сибири, ещё сохраняются скиты с «берестяными грамотами» («дощечками») или «пергаментными свитками», рассказывающими о Прави и Яви, Перуне и Свароге. Сергеев писал, что «бесценные древние рукописи» следует скрывать от учёных, которые якобы действовали по указке НКВД и стремились к полному уничтожению оставшихся древних рукописей. Сергеев выводил казаков от «пращуров-арийцев» и приписывал им победы над войском персидского царя Дария.
Сергеев выдвинул предложение издать текст «Велесовой книги» в СССР, что вызвало публичную дискуссию об этом тексте осенью — зимой 1987—1988 годов на страницах еженедельника «Книжное обозрение». В 1980-е годы Сергеев выступал против тяжелого рока, считая его «наркотиком для молодежи», распространение которого, по утверждению писателя, финансировалось Орденом иллюминатов. В 1991—1992 годах «Велесова книга» популяризировалась ориентированной на военных газетой «Истоки», главным редактором которой был Сергеев.
Разделяя неоязыческие идеи, Сергеев одновременно гордился православным воспитанием, полученным в детстве от бабушки. Позднее стал называть себя защитником русского православия от «провокаторов» и «масонов».
Книга «Княжий остров» (1995) в целом посвящена событиям Великой Отечественной войны, но военные сюжеты предстают фоном основной — «арийской» темы. Автор пишет о величии дохристианской Руси, языческой мудрости, «арийских» предках и их северной прародине. Утверждается, что Гитлер злонамеренно извратил светлые «арийские» традиции и символы. Причина мировой войны якобы заключалась в борьбе за древние книги, которые стремились сжечь посланцы Зла. Само обнаружение языческих книг, имеющих мистические свойства, способно кардинально изменить мир. Автор пишет, что в индийских Ведах «зашифрована вся цивилизация человечества, все прошлое и будущее, планетарный разум». Главной священной книгой он называет «Влесову книгу», которую называет «Блеск-Книга», и активно использует её сюжеты. Так, в соответствии с ней он пишет, что древние русичи не практиковали человеческих жертвоприношений. Тот, кто это оспаривает, по его словам — «дурак и невежда, норманист и последователь злобного Шлёцера, старавшегося извратить нашу историю». Сергеев пишет, что древние славяне верили в единого Русского Бога, и задолго до христианства в числе их символов имелись Троица и крест. Православное мышление автор относит к числу давних традиций в дохристианской Руси, что, по его мнению, способствовало лёгкому усвоению христианства «русичами»; «православие в нашем нынешнем понимании имеет на нашей Земле историю более семи тысяч лет, столько же лет нашим пещерным церквам и каменным». Утверждается, что Иисус учился у славянских волхвов; пророк Моисей происходил из славянского рода. Евреев Сергеев именовал эвфемизмом «зиады» (от «жиды»). Они, как пишет Сергеев, совершили ритуальное убийство Иисуса и поныне оскверняют православные храмы и жаждут славянской крови. Не имея собственного творческого начала, они используют в искаженной форме древнеславянскими языческими достижениями, включая письменность, идею «храма Яви» (Иерусалимский храм) на «Сиян-горе» (Сионе; («Сиян-гора» — термин одного из основателей русского неоязычества Валерием Емельяновым), различные символы — звезда и крест и др. Эти идеи были заимствованы из книги «Десионизация» одного из основателей русского неоязычества Валерия Емельянова. Атрибутируя «русичам» исконный монотеизм, Сергеев писал, что иудеи, напротив, всегда были и остаются язычниками. В рамках хазарского мифа он писал, что иудеев в настоящее время нет, за них выдаются потомки разбитых и рассеянных князем Святославом хазар, сохранившие свою вероломную сущность и борющиеся с христианством и стремящиеся к мировому господству. «Истинная русская история», согласно Сергееву, намеренно скрывается от народа некими злоумышленниками. Познание «истинной истории» должно разбудить «спящую Русь».

## Отзывы
В 1987 году литературный критик С. И. Чупринин отмечал, что Сергеев и Алексеев был солидарны в стремлении отделить «наших» от «ненаших» и лишить последних доступа к печати. Уже в это время оба тогда ещё молодых писателя вызывали своих
коллег своей «агрессивностью» и «поисками врагов».
Историк Владлен Сироткин охарактеризовал исторический роман Сергеева «Берегиня» (1992) как «развестистую клюкву».
Историк М. Я. Геллер охарактеризовал роман Сергеева «Наследница» (1993) как «казачью утопию». Книга, по его мнению, проводит идею, выраженную в афоризме Сталина «Чужой земли мы не хотим, но и своей земли ни одной пяди не отдадим».
Историк В. А. Шнирельман писал, что ещё до середины 1990-х годов Сергеев был одним из немногих авторов, которые излагали «арийскую» идею без купюр, не прибегая к эвфемизмам, рискуя быть обвинёнными в антисемитизме и расизме.
По мнению автора псевдонаучных теорий в области древнерусской истории и лингвистики В. А. Чудинова, всё творчество Сергеева наполнено духом русского патриотизма.